# Sellia Marina
Sellia Marina é uma comuna italiana da região da Calábria, província de Catanzaro, com cerca de 5.796 habitantes. Estende-se por uma área de 40 km², tendo uma densidade populacional de 145 hab/km². Faz fronteira com Cropani, Sersale, Simeri Crichi, Soveria Simeri, Zagarise.

## Demografia
| Variação demográfica do município entre 1861 e 2011                               |
|                                                                                   |
| Fonte: Istituto Nazionale di Statistica (ISTAT) - Elaboração gráfica da Wikipedia |